# Château de la Serre
Ne doit pas être confondu avec Château La Serre ou Château de Serre (Abzac).
Le château de La Serre est un édifice situé dans la commune de Cambounet-sur-le-Sor, dans le Tarn, en France et inscrit aux monuments historiques depuis le 9 juillet 2003.

## Historique
Le château est très ancien, mais les écrits ne remontent pas au-delà de 1569. À cette date, pendant les guerres de religion
, le château de Brassac est pris par Armand de Gontaut-Biron. Son pillage et la destruction de ses archives font disparaitre celles de la Serre qui appartient au même propriétaire. En 1675, un document signale qu'à l'époque la bâtisse comporte 5 tours, une basse-cour et un pigeonnier. Le château change de propriétaire à plusieurs reprises au gré des ventes.
Une restauration entre 1895 et 1911 est menée par l'architecte Alexandre Garros, disciple de Eugène Viollet-le-Duc. Il utilise la charpente métallique à la Gustave Eiffel.

## Description
Le château Renaissance se reconnaît à ses fenêtres à meneau ou à la porte de l'escalier encadré de pilastres et surmonté d'un énorme linteau. Le bâtiment se présente en deux ailes perpendiculaires. Deux tours rondes médiévales encadrent les façades et l'angle intérieur est occupé par une tour polygonale en briques. 
La construction est en pierre avec pierres de taille aux angles et encadrement. Les toitures mêlent tuiles et ardoises.